# Frank Stäbler
Frank Stäbler (* 27. Juni 1989 in Böblingen) ist ein ehemaliger deutscher Ringer. Er wurde im griechisch-römischen Stil Weltmeister 2015, 2017 und 2018, Europameister 2012 und 2020 und Gewinner der Bronzemedaille der Olympischen Spiele 2021 in Tokio.

## Werdegang
Frank Stäbler begann 1994 im Alter von fünf Jahren beim TSV Musberg, einem Verein in der Stadt Leinfelden-Echterdingen, südlich von Stuttgart, dem er immer noch angehört, mit dem Ringen, wo er unter anderem auch von seinem Vereinskameraden Andreas Stäbler (* 3. Januar 1968 – auch Stützpunkttrainer des Württembergischen Ringerverbandes) trainiert wurde. Er absolvierte eine Ausbildung zum Bürokaufmann und schloss 2013 eine Ausbildung zum Fachinformatiker ab.
Stäbler gewann in fast allen Altersgruppen, beginnend bei der B-Jugend über die A-Jugend und die Junioren, deutsche Meistertitel. 2005 nahm er an seiner ersten internationalen Meisterschaft teil. Er kam dabei bei den Junioren-Europameisterschaften (Cadets) in Tirana in der Gewichtsklasse bis 60 kg Körpergewicht auf den 7. Platz. 2005 begann auch eine Zusammenarbeit mit dem damaligen deutschen Nachwuchs-Bundestrainer Jannis Zamanduridis. 2006 gewann Stäbler seine erste Medaille bei einer internationalen Meisterschaft: er belegte bei der Junioren-Europameisterschaft (Cadets) in Istanbul in der Gewichtsklasse bis 58 kg den 3. Platz (Bronzemedaille).
Im Jahr 2009 gewann er altersbedingt den letzten deutschen Meistertitel im Nachwuchsbereich. Er wurde deutscher Juniorenmeister im Leichtgewicht vor Fabian Fritz vom TSV Benningen und Timo Badusch vom KSV Köllerbach. Im selben Jahr startete er auch erstmals bei der deutschen Meisterschaft der Aktivenklasse, musste sich aber noch mit einem 10. Platz begnügen. Sowohl bei den Junioren-Europameisterschaften in Tiflis als auch bei den Junioren-Weltmeisterschaften in Ankara gewann er 2009 die Bronzemedaille im Leichtgewicht.
2010 kam er bei der Deutschen Meisterschaft hinter Christian Fetzer vom TSV Herbrechtingen, gegen den er im Endkampf mit 1:2 Runden unterlag, auf den 2. Platz. Er wurde dann bei den Europameisterschaften 2010 in Baku im Leichtgewicht eingesetzt. In seinem ersten Kampf besiegte er dort Frederik Ekström aus Dänemark nach Punkten, unterlag aber in seinem nächsten Kampf gegen den Olympiasieger von 2008 Steeve Guénot aus Frankreich nach Punkten und kam in der Endabrechnung auf den 12. Platz.
Bei den Deutschen Meisterschaften des Jahres 2011 kam er hinter Marcus Thätner vom RSV Frankfurt (Oder) und Christian Fetzer auf den 3. Platz, nachdem er im Halbfinale gegen Fetzer wieder eine knappe Punktniederlage hinnehmen musste. Da Thätner bei den Europameisterschaften 2011 nicht überzeugen konnte, bekam Stäbler eine Chance, bei den Weltmeisterschaften 2011 in Istanbul an den Start zu gehen. Er nutzte diese und besiegte in seinem ersten Kampf Ivan de Jesus Duque Arango aus Kolumbien nach Punkten. Im zweiten Kampf unterlag er gegen Saeid Mourad Abdvali aus dem Iran nach Punkten. Da dieser den Endkampf erreichte, konnte er in der Trostrunde weiterringen, in der er Mateusz Wanke aus Polen und Darchan Bajachmedow aus Kasachstan besiegte. Im Kampf um eine WM-Bronzemedaille unterlag er gegen Kim Hyeon-woo aus Südkorea knapp und umstritten nach Punkten. Er belegte damit den 5. Platz. Diese Platzierung brachte ihm schon die Startberechtigung bei den Olympischen Spielen 2012 in London ein.

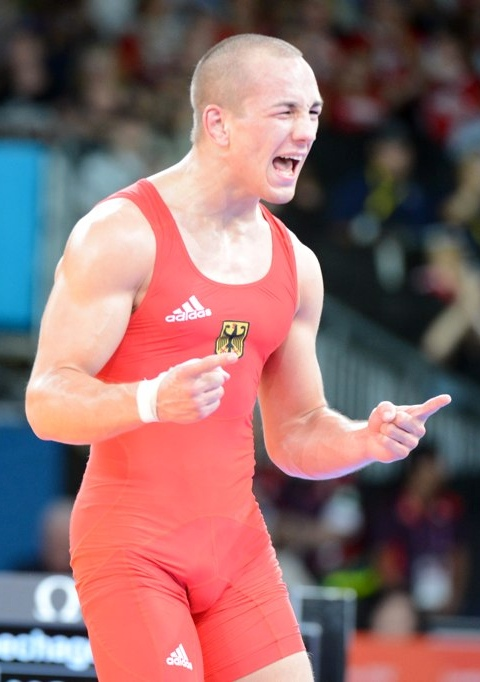
Frank Stäbler (2012)

Zum Höhepunkt seiner bisherigen Laufbahn wurden dann die Europameisterschaften 2012 in Belgrad. Von Bundestrainer Janis Zamanduridis hervorragend eingestellt, besiegte er dort Sergejs Mironovs, Lettland, Ove Günther, Schweden, Hugo Da Silva Passos, Portugal, den Lokalmatadoren Aleksandar Maksimović, Serbien und Georgian Carpen aus Rumänien und wurde damit Europameister. Die letzte Europameisterschaft eines deutschen Ringers war im Jahr 1994 von Thomas Zander vom KSV Aalen gewonnen worden.
Stäbler siegte im Juni 2012 auch beim Grand-Prix von Deutschland in Dortmund und schlug dabei im Finale den Weltmeister von 2010 im Federgewicht, Həsən Əliyev aus Aserbaidschan. Bei den Olympischen Spielen in London unterlag er in seinem ersten Kampf gegen den Ungarn Tamas Lörinz nach Punkten. Da dieser das Finale erreichte, konnte er in der Trostrunde weiterringen. Hier besiegte er den US-Amerikaner Justin Harry Lester überlegen nach Punkten, unterlag aber im Kampf um eine Bronzemedaille gegen den Georgier Manuchar Tschadaia, mit dessen defensiver Ringweise er nicht zurechtkam, knapp nach Punkten. Er erreichte so den 5. Platz.
2013 konnte Stäbler verletzungsbedingt nicht bei den Europameisterschaften an den Start gehen. Wieder genesen, zeigte er aber danach eine hervorragende Form und wurde beim Großen Preis von Deutschland in Dortmund und beim „Ion-Corneanu“-Memorial in Târgoviște (Rumänien) Turniersieger. Auch bei den Weltmeisterschaften dieses Jahres in Budapest konnte er überzeugen. Er gewann dort mit Siegen über Yerbol Konitarow, Kasachstan und Edgaras Venckaitis, Litauen, einer Niederlage gegen Islambek Albijew, Russland und Siegen über Pedro Mulens Herrera, Kuba und Həsən Əliyev, Aserbaidschan eine Bronzemedaille. Er war damit der einzige deutsche Medaillengewinner und errang seit 2005 das erste WM-Edelmetall im griechisch-römischen Stil für die deutsche Mannschaft.
2012, 2013 und 2017 wurde Stäbler zu Deutschlands Ringer des Jahres gewählt.
Auch bei den Europameisterschaften 2014 in Vantaa (Finnland) erkämpfte er sich die Bronzemedaille. Er besiegte dabei Davor Stefanek aus Serbien, verlor dann gegen Həsən Əliyev und sicherte sich danach diese Medaille mit Siegen über Marius Thommesen, Dänemark, Vladimiros Matias, Griechenland und Dawid Karecinski, Polen. Bei den Weltmeisterschaften im gleichen Jahr verlor er in der Vorrunde knapp mit 3:4 gegen den iranischen Olympiasieger in der 60-kg-Klasse Omid Noroozi und im Kampf um die Bronzemedaille mit 0:5 gegen Tamás Lőrincz, womit er den fünften Rang belegte.
Bei den im Rahmen der Europaspiele in Baku ausgetragenen Europameisterschaften erkämpfte sich Stäbler 2015 erneut die Bronzemedaille – dieses Mal in der Gewichtsklasse bis 71 kg. 2015 gewann er in Las Vegas mit einem 5:1-Sieg gegen den Südkoreaner Ryu Han-su den Weltmeistertitel, was seit 1994 im griechisch-römischen Stil keinem Deutschen mehr gelungen war. Vor seinem Sieg im Finale besiegte Stäbler Tarek Aziz Benaissa aus Algerien, Wuleixis de Jesus Riva, Venezuela, Bryce Saddoris aus den Vereinigten Staaten und im Halbfinale den Titelverteidiger Davor Štefanek aus Serbien.
Im Olympiajahr 2016 wurde Stäbler von langwierigen Verletzungen heimgesucht, die eine intensive Vorbereitung auf die Olympischen Spiele in Rio de Janeiro unmöglich machte. Dies zeigte sich schon bei der Europameisterschaft dieses Jahres in Riga, wo er in der Gewichtsklasse bis 71 kg gleich seinen ersten Kampf gegen Dominik Etlinger aus Kroatien knapp nach Punkten verlor (5:5 Punkte) und ausschied, da Etlinger das Finale nicht erreichte. Bei den Olympischen Spielen startete Stäbler nach einem kräftezehrenden Abtrainieren in der Gewichtsklasse bis 66 kg. Trotzdem gewann er seinen ersten Kampf gegen Edgaras Venckaitis aus Litauen, verlor aber dann gegen Davor Štefanek und Tomohiro Inoue aus Japan und kam auf den 7. Platz. Bei der deutschen Einzelmeisterschaft 2016 war er nicht am Start und 2017 gab er nach einer leichten Verletzung vorsichtshalber frühzeitig auf.
Wieder genesen besiegte Stäbler bei den Weltmeisterschaften 2017 in Paris in der Gewichtsklasse bis 71 kg Körpergewicht nacheinander Luis Alfredo de Leon aus der Dominikanischen Republik, den Weltmeister von 2015 Rasul Chunayev aus Aserbaidschan, Pawel Ljach aus Belarus, Mohammadali Geraei, Iran, Daniel Cataraga aus Moldawien und im Finale Demeu Schadyrajew aus Kasachstan, den er klar mit 8:3 Punkten schlug. Er wurde damit zum zweiten Mal in seiner Karriere Weltmeister. 2018 wurde Stäbler in Budapest in der neuen Gewichtsklasse bis 72 kg Körpergewicht erneut Weltmeister. Im Finale besiegte er den Lokalmatadoren Bálint Korpási mit 2:1 Punkten.
Im August 2019 startete Stäbler beim Großen Preis von Deutschland in Dortmund erstmals nach fünf Jahren wieder in der olympischen Gewichtsklasse bis 67 kg Körpergewicht. Trotz des kräftezehrenden Abtrainierens konnte er dort voll überzeugen und gewann mit Siegen über Mate Krasznai, Ungarn, Aleksandrs Jurkans, Lettland, Saur Kabalojew, Russland (10:1 techn. Punkte) und den amtierenden Weltmeister in dieser Gewichtsklasse Artjom Olegowitsch Surkow, Russland (7:1 techn. Punkte), dieses Turnier. Bei der Weltmeisterschaft 2019 in Nur-Sultan (Kasachstan) startete er ebenfalls in der Gewichtsklasse bis 67 kg. Er siegte dort über Mirsobek Rachmatow, Usbekistan und Morten Thoresen, Norwegen, unterlag dann gegen den kubanischen Olympiasieger von 2016 Ismael Borrero Molina, der ihn gleich zu Kampfbeginn mit einem Griff überraschte, von dem sich Stäbler nicht mehr befreien konnte und deshalb schon nach 1:38 Minuten mit 0:11 technischen Punkten unterlag. Da der Kubaner das Finale erreichte, konnte Stäbler in der Trostrunde weiterringen und erkämpfte sich dort mit Siegen über Mihai Radu Mihut, Rumänien, Ryu Hansu, Südkorea und Mohamed Ibrahim Elsayed Ibrahi Elsayed, Ägypten, noch eine Bronzemedaille.
Im Februar 2020 startete Stäbler bei den Europameisterschaften in Rom in der Gewichtsklasse bis 72 kg. Er stellte sich dort in hervorragender Form vor und besiegte seine ersten drei Gegner, Anatolie Popow aus Mazedonien (8:0), Ulvu Ganizade aus Aserbaidschan (8:0) und Adam Kurak aus Russland (11:1) durch technische Überlegenheit vorzeitig. Im Finale siegte er über Juri Lomadse aus Georgien mit 6:2 Punkten. Im Oktober 2020 infizierte sich Stäbler mit COVID-19, als es noch keine Impfung gab. Die Infektion verlief laut eigenen Angaben nicht schwer, Stäbler litt aber monatelang an Long Covid. Seine körperliche Leistungsfähigkeit sank um mindestens 20 Prozent und er wurde als Belastungsasthmatiker diagnostiziert. Er trainierte trotzdem weiter für die (wegen der COVID-Pandemie um ein Jahr verschobenen) Olympischen Spiele, nach denen er seine Ringer-Karriere beenden wollte. Bei den Spielen in Tokio errang Stäbler 2021 in seinem letzten internationalen Kampf die Bronzemedaille.
Stäbler war noch ein Jahr in der Bundesliga West für die Red Devils Heilbronn aktiv; sein offizielles Karriere-Ende beging er mit einem Event am 18. Juni 2022.
Stäbler war Sportsoldat im Rang eines Stabsgefreiten.

## Internationale Erfolge
| Jahr | Platz | Wettbewerb                                 | Gewichtsklasse | Ergebnisse |
| 2005 | 7.    | Junioren-EM (Cadets) in Tirana             | bis 50 kg      | Sieger: Dawid Musajew (Russland) |
| 2006 | 3.    | Junioren-EM (Cadets) in Istanbul           | bis 58 kg      | hinter Rahman Bilici (Rumänien) und Ibrahim Erdzhan (Bulgarien) |
| 2009 | 3.    | Junioren-EM in Tiflis                      | Leicht         | nach Siegen über Benedikt Puffer (Österreich), Paata Bakunidse (Georgien), Mate Hencz (Slowakei) und Oskar Parra Fernandez (Spanien) und einer Niederlage gegen Jakub Tim, (Polen)                                                                              |
| 2009 | 3.    | Junioren-WM in Ankara                      | Leicht         | nach einem Sieg über Sebastian Brandström (Schweden), einer Niederlage gegen Saeid Mourad Abdvali, (Iran) und Siegen über Karolis Kygas (Litauen), Sasu Kaasinen (Finnland) und Rustam Ali Alijew (Aserbaidschan)                                               |
| 2010 | 1.    | Intern. Turnier in Sassari                 | Leicht         | vor Christian Fetzer und Marcus Thätner (beide Deutschland) |
| 2010 | 12.   | EM in Baku                                 | Leicht         | nach einem Punktsieg über Frederik Ekström (Dänemark) und einer Punktniederlage gegen Steeve Guénot (Frankreich) |
| 2011 | 3.    | Granma-Cerro Pelado-Cup in Havanna         | Leicht         | hinter Reineri Salas Perez und Reinier Lescuy (beide Kuba) |
| 2011 | 7.    | Wladiyslaw-Pytlasinski-Memorial in Radom   | Leicht         | Sieger: Ambako Watschadse (Russland) vor Achko Turmanidse (Georgien) |
| 2011 | 5.    | WM in Istanbul                             | Leicht         | nach einem Punktsieg über Ivan de Jesus Duque Arango (Kolumbien), einer Punktniederlage gegen Saeid Mourad Abdvali (Iran), Punktsiegen über Mateusz Wanke (Polen) und Darchan Bajachmedow (Kasachstan) und einer Punktniederlage gegen Kim Hyeon-woo (Südkorea) |
| 2012 | 1.    | „Thor-Masters“ in Nykøbing Falster         | Leicht         | nach Siegen über Juri Denisow (Russland), Artjom Wesialonu (Belarus), Marius Thommesen (Norwegen), Danielo de Feola (Schweden) und Mateusz Wanke (Polen) |
| 2012 | 2.    | Granma-Cerro Pelado-Cup in Havanna         | Leicht         | nach Siegen über Tiziano Corriga (Italien) und Miguel Martinez (Kuba) und einer Niederlage gegen Pedro Mulens Herrera (Kuba) |
| 2012 | 1.    | EM in Belgrad                              | Leicht         | nach Siegen über Sergejs Mironovs (Lettland), Ove Günther (Schweden), Hugo Da Silva Passos (Portugal), Aleksandar Maksimović (Serbien) und Georgian Carpen (Rumänien)                                                                                           |
| 2012 | 1.    | Großer Preis von Deutschland in Dortmund   | Leicht         | nach Siegen über Ondrej Ulip (Tschechien), Matthias Maasch (Deutschland), Alan Dschakajew (Ukraine) und Həsən Əliyev (Aserbaidschan) |
| 2012 | 5.    | OS in London                               | Leicht         | nach einer Niederlage gegen Tamás Lőrincz (Ungarn), einem Sieg über Justin Harry Lester, (USA) und einer Niederlage gegen Manuchar Tschadaia (Georgien) |
| 2013 | 1.    | Großer Preis von Deutschland in Dortmund   | Leicht         | nach Siegen über Andreas Eisenkrein (Deutschland), Edgar Melkumow (Polen), Marius Thomessen (Norwegen) und Daniel Janecis (Kroatien) |
| 2013 | 1.    | „Ion-Cerneanu“-Memorial in Târgoviște      | Leicht         | vor Georgian Carpen (Rumänien), Alexander Chwoschtsch und Witali Kononow (beide Ukraine) |
| 2013 | 3.    | WM in Budapest                             | Leicht         | nach Siegen über Yerbol Konitarow (Kasachstan) und Edgaras Venckaitis (Litauen), einer Niederlage gegen Islambek Albijew (Russland) und Siegen über Pedro Mulens Herrera (Kuba) und Həsən Əliyev (Aserbaidschan)                                                |
| 2014 | 3.    | EM in Vantaa                               | Leicht         | nach einem Sieg über Davor Štefanek (Serbien), einer Niederlage gegen Həsən Əliyev (Aserbaidschan) und Siegen über Marius Thommesen (Norwegen), Vladimoros Matias (Griechenland) und Dawid Karecinski (Polen)                                                   |
| 2014 | 3.    | „Wladyslaw-Pytlasinski“-Memorial in Danzig | Leicht         | hinter Hamid Sokyano (Iran) und Dominik Etlinger (Kroatien), gemeinsam mit Edgaras Venckaitis |
| 2014 | 1.    | Intern. Turnier in Bukarest                | Leicht         | nach Siegen über Jung Ji-hyun (Südkorea), Georgian Carpen und Yunus Özel (Türkei) |
| 2014 | 5.    | WM in Taschkent                            | Leicht         | nach einem Sieg über Atai Koichukulow (Kirgisistan), einer Punktniederlage (3:4) gegen Omid Noroozi, Siegen über Davide Cascavilla (Italien) und Konstantin Stas (Bulgarien) und einer Punktniederlage gegen Tamas Lörincz (Ungarn)                             |
| 2015 | 3.    | Europaspiele/EM in Baku                    | bis 71 kg      | nach Siegen über Woitiech Jakus (Slowakei) und Pawel Ljach (Belarus), einer Niederlage gegen Bálint Korpási (Ungarn) und Siegen über Zacharias Tallroth (Schweden) und Mindia Zukulidse (Georgien)                                                              |
| 2015 | 1.    | „Wladyslaw-Pytlasinski“-Cup in Warschau    | Leicht         | vor Adam Kurak (Russland), Mateusz Bernatek (Polen) und Dominik Etlinger |
| 2015 | 1.    | WM in Las Vegas                            | Leicht         | nach Siegen über Tarek Aziz Benaissa (Algerien), Wuleixis Rivas (Venezuela), Bryce Saddoris (USA), Davor Štefanek (Serbien) und Ryu Han-su (Südkorea) |
| 2015 | 1.    | Golden Grand Prix in Baku                  | bis 71 kg      | nach Siegen über Bálint Korpási (Ungarn) und Rustam Aliev (Aserbaidschan) |
| 2016 | 14.   | EM in Riga                                 | bis 71 kg      | nach einer Niederlage gegen Dominik Etlinger, Kroatien |
| 2016 | 7.    | OS in Rio de Janeiro                       | bis 66 kg      | nach einem Sieg über Edgaras Venckaitis, Litauen und Niederlagen gegen Davor Štefanek und Tomohiro Inoue, Japan |
| 2017 | 1.    | Grand Prix von Polen in Warschau           | bis 71 kg      | nach Siegen über Danijel Janecic (Kroatien), Takeshi Izumi (Japan) und Bálint Korpási (Ungarn) |
| 2017 | 1.    | WM in Paris                                | bis 71 kg      | nach Siegen über Luis Alfredo de Leon, Dominikanische Republik, Rasul Chunayev, Aserbaidschan, Pawel Ljach, Belarus, Mohammadali Geraei, Iran, Daniel Cataraga, Moldawien und Demeu Schadyrajew, Kasachstan                                                     |
| 2018 | 2.    | Großer Preis von Deutschland in Dortmund   | bis 72 kg      | nach Siegen über Dennis Horvath, Slowakei, Roman Pacurkowski, Polen, Pawel Ljach, Belarus und Robert Fritsch, Ungarn und einer kampflosen Niederlage gegen Toni Ojala, Finnland                                                                                 |
| 2018 | 1.    | WM in Budapest                             | bis 72 kg      | nach Siegen über Giorgi Chuchua (Georgien), Abujasid Manzigow (Russland), Demeu Schadyrajew (Kasachstan), Rasul Chunayev (Aserbaidschan) und Bálint Korpási (Ungarn)                                                                                            |
| 2019 | 3.    | Großer Preis von Spanien in Madrid         | bis 72 kg      | nach Siegen über Magomed Jarbilow, Russland und Joslon Ramos, Brasilien, einer Niederlage gegen Adlet Tulibajew, Russland und einem Sieg über Geworg Sahakjan, Polen                                                                                            |
| 2019 | 1.    | Großer Preis von Deutschland in Dortmund   | bis 67 kg      | nach Siegen über Mate Krasznai, Ungarn, Aleksandrs Jurkans, Lettland und Saur Kabalojew und Artjom Surkow, beide Russland |
| 2019 | 3.    | WM in Nur-Sultan                           | bis 67 kg      | nach Siegen über Mirsobek Rachmatow, Usbekistan und Morten Thoresen, Norwegen, einer Niederlage gegen Ismael Borrero Molina, Kuba und Siegen über Mihai Radu Mihut, Rumänien, Ryu Hansu, Südkorea und Mohamed Ibrahim Elsayed Ibrahi Elsayed, Ägypten           |
| 2020 | 1.    | EM in Rom                                  | bis 72 kg      | nach Siegen über Anatolie Popow, Mazedonien, Ulvu Ganizade, Aserbaidschan, Adam Kurak, Russland und Juri Lomadse, Georgien |
| 2021 | 3.    | Olympische Spiele in Tokio                 | bis 67 kg      | nach Siegen über Mate Nemeš (Serbien), einer Niederlage gegen Mohammadreza Geraei (Iran), und Siegen gegen Julián Horta (COL) und Ramas Soidse (GEO) |

## Deutsche Meisterschaften
(nur Seniorenbereich)
| Jahr | Platz | Gewichtsklasse | Ergebnisse |
| 2009 | 10.   | Leicht         | Sieger: Christian Fetzer (TSV Herbrechtingen) |
| 2010 | 2.    | Leicht         | hinter Christian Fetzer, vor Marcus Thätner (RSV Frankfurt (Oder))                                                                                 |
| 2011 | 3.    | Leicht         | hinter Marcus Thätner und Christian Fetzer (Punktniederlage im Halbfinale gegen Christian Fetzer)                                                  |
| 2013 | 1.    | Leicht         | vor Toni Stade (RSV Greiz), Sven Dürmeier (SV Johannis Nürnberg) und Benjamin Raiser (ASV Nendingen)                                               |
| 2015 | 1.    | Leicht         | vor Maximilian Schwabe (KSV Pausa), Fabian Reiner (KSV Tennenbronn) und Sven Dürmeier (SV Johannis Nürnberg)                                       |
| 2015 | 1.    | Team           | mit dem ASV Nendingen |
| 2016 | 1.    | Team           | mit dem ASV Nendingen |
| 2017 | 1.    | Team           | mit dem SV Germania Weingarten |
| 2017 | 5.    | bis 71 kg      | hinter Matthias Maasch, SV Burghausen, Benjamin Hofmann, RWG Mömbris-Königshofen, Daneil Schmidhuber, SG Weilimdorf und Andre Ehrmann, TSV Musberg |
| 2018 | 1.    | bis 72 kg      | vor Andrej Kurockin, KSC Hösbach, Marc Wentzke, RSV Frankfurt (Oder) und Timo Badusch, KSV Köllerbach                                              |

Erläuterungen
- alle Wettbewerbe im griechisch-römischen Stil
- OS = Olympische Spiele, WM = Weltmeisterschaft, EM = Europameisterschaft
- Leichtgewicht, Gewichtsklasse bis 66 kg Körpergewicht (auch nach der Neueinteilung der Gewichtsklassen durch den Ringer-Weltverband FILA)